# 华中科技大学外国语学院
华中科技大学外国语学院，始建于1953年，前身为华中工学院公共课教研室俄文教研组。

## 历史沿革
- 1980年，原华中工学院基础课部外语教研室俄文教研组、英文教研组和日语教研组组成华中工学院外语系[1]。
- 1988年，改称华中理工大学外语系。
- 2000年5月，原华中理工大学外语系、原同济医科大学外语部和原武汉城市建设学院外语教研室合并建立华中科技大学外语系[2]。
- 2005年10月30日，华中科技大学外国语学院成立，并举行外语系成立25周年庆典[3]。

## 学科建设[4]

### 本科
- 英语语言文学专业
- 日语语言文学专业
- 德语语言文学专业
- 翻译专业
- 法语专业
- 大学外语系

### 硕士
- 外国语言学及应用语言学专业
- 英语语言文学专业
- 日语语言文学专业
- 德语语言文学专业
- 翻译硕士专业

### 博士
- 中外语言文化比较研究

## 现任领导[5]
- 院长：许明武
- 副院长：刘泽华、张再红、阙紫江、谭渊、李菁
- 党委书记：刘芳
- 党委副书记：任宇